# Peder Balke
Peder Balke byl norský malíř. Balke je umělecký pseudonym připisovaný Peteru Andersenovi (4. listopadu 1804 Helgøya – 5. února 1887 Kristiania, dnes Oslo). Proslul především díky svým obrazům, na kterých dokázal dramaticky zachytit norskou krajinu. Angažoval se též v oblasti sociální spravedlnosti.

## Dětství a studia
Peter Andersen se narodil na ostrově Helgøya v kraji Hedmark. Vyrůstal v Ringsaker, ale od roku 1820 žil na farmě Balke v Toten v kraji Oppland. Zemědělci v Toten financovali Peterovo vzdělání a podporovali jeho výtvarnou činnost. Peter jim na oplátku vyzdobil několik farem, některé z těchto maleb jsou dodnes přístupné pro veřejnost.
Od podzimu roku 1827 byl Balke v učení u Heinricha Augusta Grosche. Byl studentem na Tegneskole pod vedením Grosche a Jacoba Muncha, který byl v příbuzenském vztahu s Edvardem Munchem. Balke podepsal smlouvu na dva roky jako učeň do služeb dánského dekoratéra a výtvarníka Jense Funcha. Od podzimu 1829 do jara 1833 byl žákem Carla Johana Fahlcrantze na Akademii výtvarných umění ve Stockholmu. Balke byl v letech 1843–1844 také žákem Johana Christiana Dahla.

## Cesty a tvorba
V létě roku 1830 se procházel kraje Telemark, Rjukan, Vestfjorddalen přes Røldal a Kinsarvik do města Bergen, poté zpět přes Vossevangen do Gudvangen a dále přes Filefjell na Valdres a odtud přes hory do Hallingdal. Celou cestu maloval a kreslil, což později zpracovával do svých obrazů. V roce 1832 podnikl svou stěžejní cestu do severního Norska, do krajů Nordland a Finnmark. Vycestoval také do Německa a Ruska, později i do Paříže a Londýna.
Jeho obrazy ze severního Norska byly prodány do francouzské královské rodiny. V roce 1846 prodal třicet obrazů Ludvíku Filipovi pro zámek ve Versailles. Král Ludvík sám během svého exilu v roce 1795 navštívil sever Norska. Balkeho obrazy najdeme též v Oslu, v Bergenu, Trondheimu a ve Švédsku.

## Osobní život
V roce 1834 se oženil s Karen Eriksdatter Strandovou. Kromě umění se zabýval též sociálními otázkami, obhajoval granty pro umělce a důchody pro muže a ženy.

## Čtvrť Balkeby
Organizoval výstavbu Balkeby, nové části Osla, kde se soustředil se na vylepšení životních podmínek pro obyvatele města. Balke v rozmezí let 1858 a 1876 skoupil pozemky hospodářství Nedre Blindern. Jeho sdružení Balke naplánovalo výstavbu předměstí. Zájemci o pozemek si mohli půjčit peníze od Balkeho a postavit si dům sami. Do roku 1865 byla oblast poměrně dost obydlená, žilo tu již 300 lidí.
V Balkeby se nabízela příležitost mít vlastní domov v přiměřené vzdálenosti od města, což bylo atraktivní zejména poté, co začala být v roce 1875 v provozu koněspřežka. V roce 1878, kdy byl areál začleněn do města Oslo (do roku 1925 se pro Oslo používal název Kristianie), tam žilo asi 1100 lidí.
V Balkeby platila přísná pravidla pro výstavbu. Typické byly široké pruhy v zástavbě, které měly zamezit šíření případného požáru. Navzdory tomu 13. června 1879 mnoho z domů v Balkeby vyhořelo do základů.

## Galerie

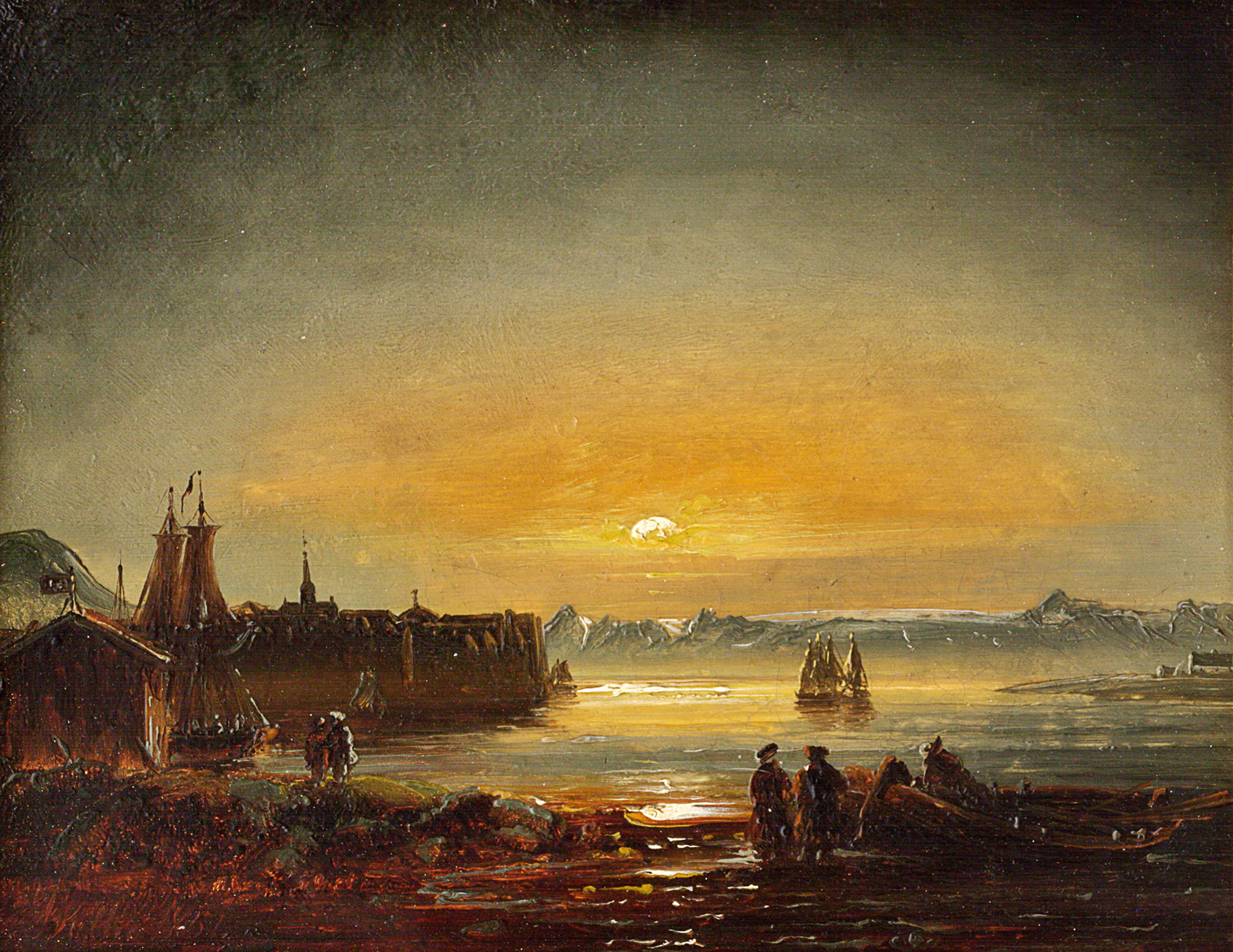
Hammerfest
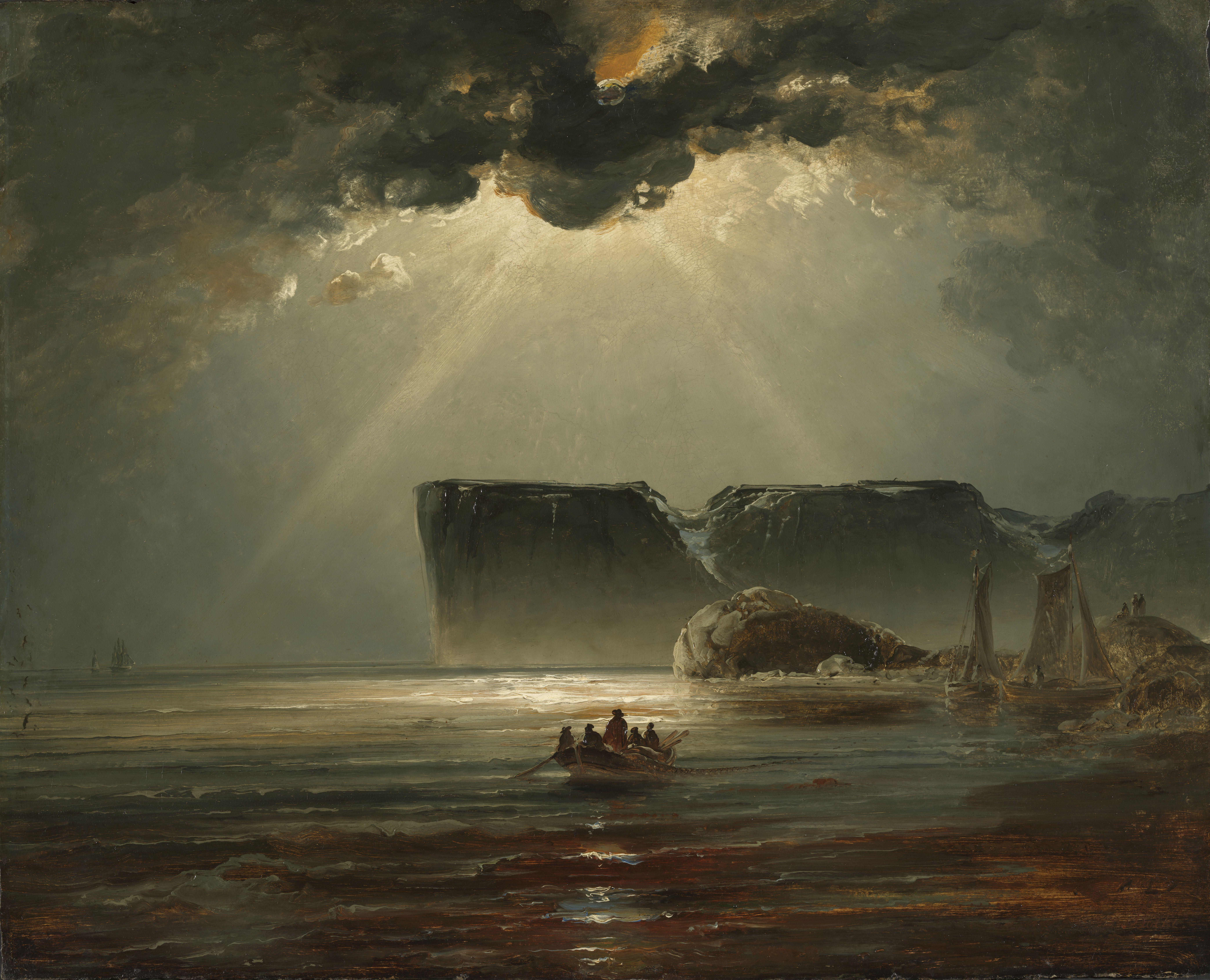
Nordkapp
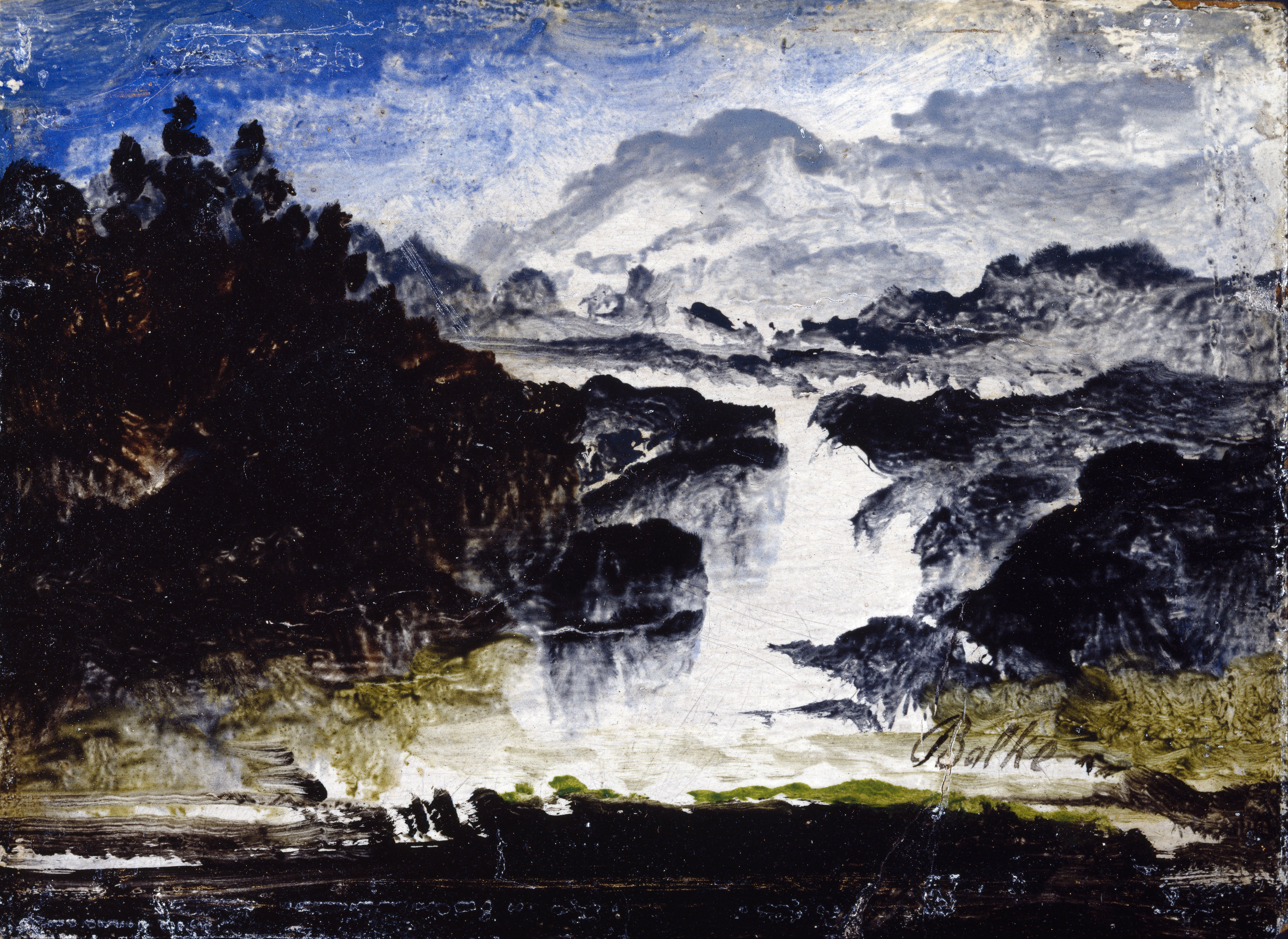
Vodopád
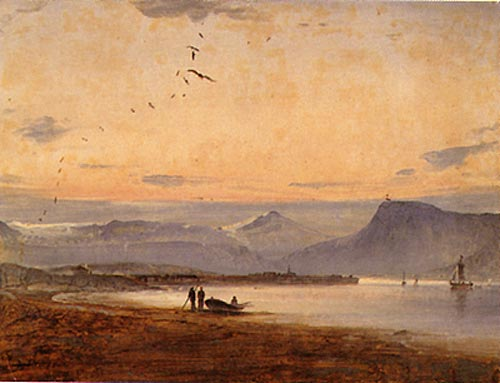
Tromsø